# タラス川

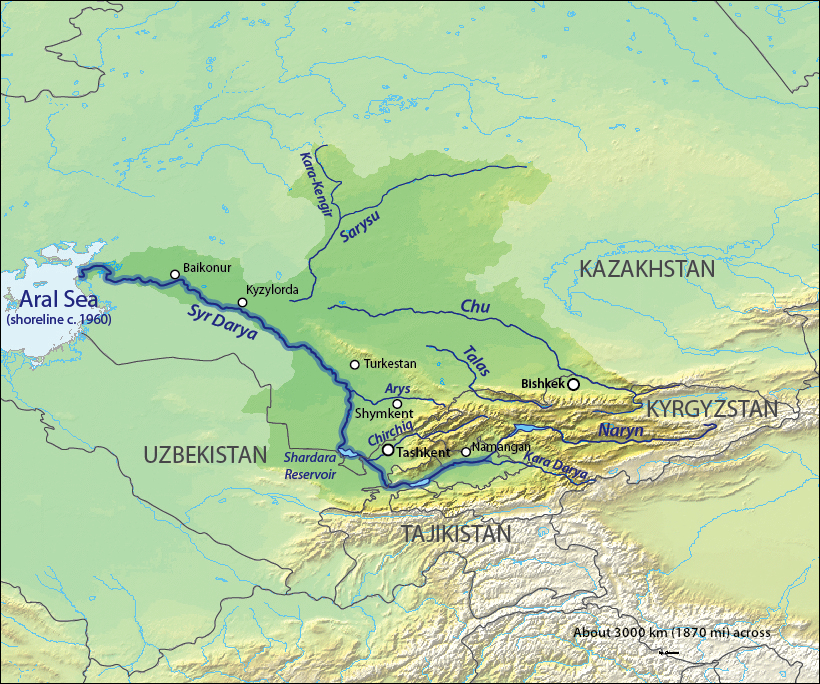
地図でのタラス川

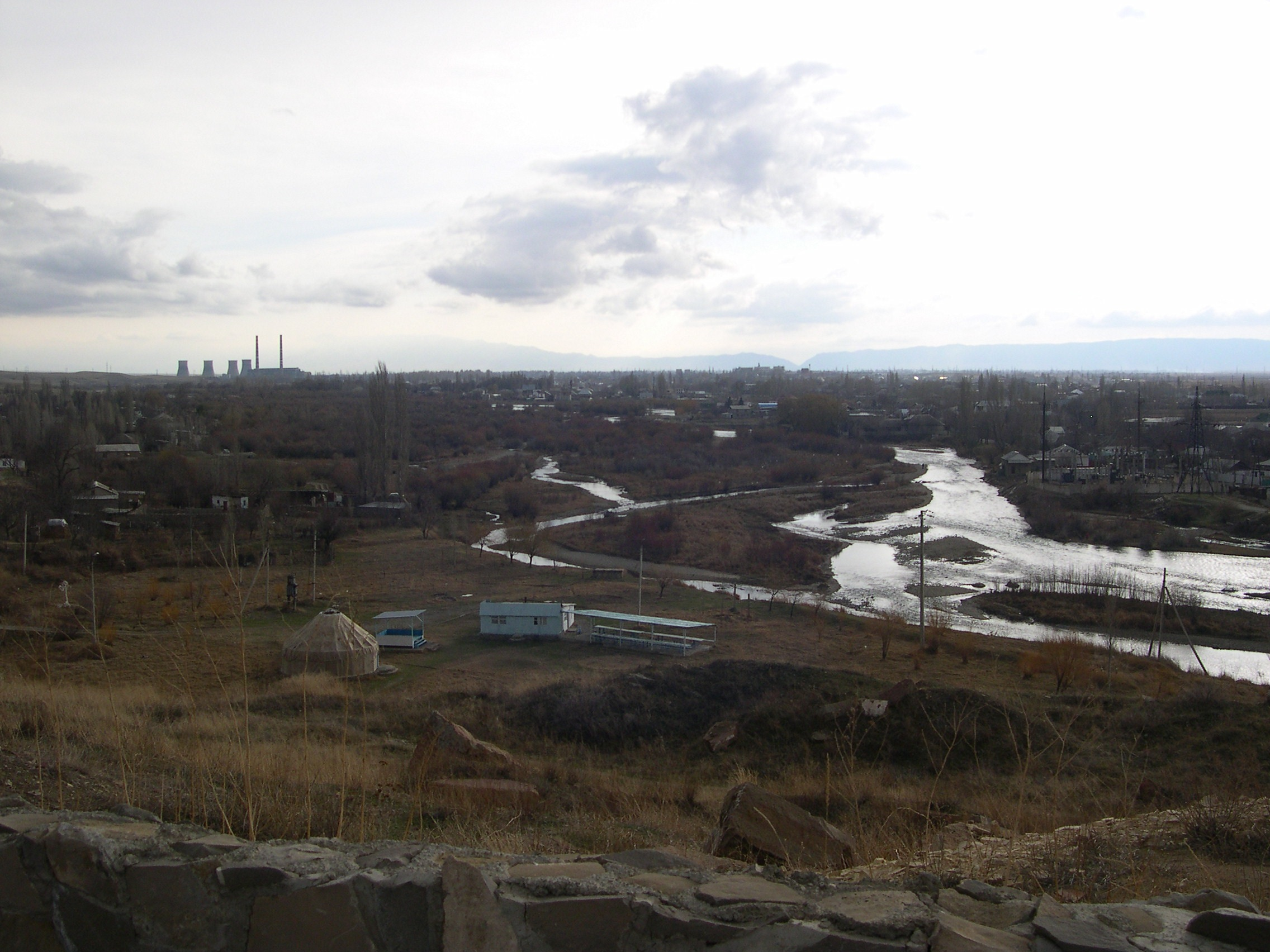
草原を流れるタラス川

タラス川（タラスがわ、英:Talas River、露:Талас река、中:塔拉斯河）は、中央アジアのイリ地方を流れる国際河川である。流域の主要都市としてはキルギス共和国のタラス（Talas）とカザフスタン共和国のタラズ（Taraz）があり、ともにオアシス都市である。おもな支流を20ほどもつが、いずれも小河川である。

## 概要
タラス川は、天山山脈の北西麓に源流を発し、カラコル川（Karakol）とウク・コショイ川（Uch-Koshoy）が合流してタラス川となり、タラス・アラ・トゥー山脈から流下する小河川を集めてキルギス国内のタラス渓谷（タラス州）を西に流れ、同州の州都タラス周辺で流路を北に転じ、カザフスタン国内にはいってタラズなどカザフスタン南部のジャンブール州を通過して北西に流路を転じ、湖（"Lake Aydyn"、塩湖）に到達する前の低位帯で砂漠の地中に消える。
水源は、毎年、12月から3月にかけてつくられてきた氷河であり、河川流量は4月下旬から9月上旬に最大に達する。上流部の平均流量は毎秒15.7立方メートルである。
農業用水としての使用は容易ではなく、キルギスのキーロフスコーエ（Kirovskoe）にはキーロフ貯水池が建設されており、灌漑には飛行機も使用される。また、タラス川では水力発電もおこなわれている。
タラス川一帯は、古来より東西交易の要衝であり、『唐書』では「怛羅斯」と表記され、アラビア語ではタラーズと呼称された。流域最大の都市タラズは、11世紀、テュルク系イスラム王朝のカラハン朝によって都が置かれた。

## 流域
流域は、ほとんどが砂漠、半砂漠、草原に覆われている。川は灌漑のためにせきとめられており、水資源としては地下水が重要である。キルギスとカザフスタンの両国は、乾燥地域における水資源問題を解決していくために、Chu-Talas River Basins Commission（チュー・タラス川流域委員会）を設けている。

## 歴史

### 西匈奴の「都頼水」
前漢時代のタラス川流域は遊牧騎馬民族による大帝国匈奴の支配するところであったが、後継者争いによって内紛が生じ、紀元前54年には東匈奴の呼韓邪単于と、その兄で堅昆（キルギス）に移った西匈奴の郅支単于とに分裂して互いに対立した。呼韓邪単于は漢に入朝し、自ら臣と名乗ったため、漢王朝は王昭君を単于に嫁がせた。郅支単于も当初は漢に入朝したが、のちに漢に対抗し、周辺の諸民族を攻めて併合した。康居の王とも婚姻関係を結んだが、やがて康居が礼を尽くさなくなったと感じると、娶った康居の王女や貴人、人民数百人を殺害し、死体を切断して都頼水に棄てた。また、史料には、郅支単于は人民を徴収して都頼水のほとりに城を築造させたと記される。この「都頼水」はタラス川に比定される。

### タラス河畔の戦い
751年、キルギスのタラス近郊で、唐の安西四鎮節度使であった高仙芝とイスラム帝国軍との間でタラス河畔の戦いが起こっている。この戦いは、高仙芝が石国（シャーシュ）を攻略したことに始まった。石国王の王子や「諸胡」と称される勢力がアッバース朝のホラサーン総督アブー・ムスリムに派兵を求め、後者はズィヤード・イブン＝サーリフ（アラビア語: زياد ابن صالح、英語: Ziyad ibn Salih）を将として一軍を送った。両軍はともに数万の大軍勢で戦ったが、テュルク系の一部族で唐に来朝していたカルルク（葛邏禄）が唐を裏切ってアッバース軍に寝返り、唐軍は大敗した。
これにより、唐が西域から後退し、このとき捕虜となった中国人が紙の製法を西方に伝える契機となった。

### タラスの会盟
タラスはまた、モンゴル帝国における帝位継承戦争でアリクブケの側についたカイドゥが、1269年にチャガタイ家の首領バラクとジョチ家（ジョチ・ウルス）の代表ベルケチェルと会盟し、ソグディアナ分割の提案とともに、反クビライの同盟を成立させた地でもあった。